# Капоренские Ляды
Капоренские Ляды (бел. Капоранскія Ляды) — упразднённый посёлок в Новоиолченском сельсовете Брагинского района Гомельской области Беларуси.

## Расположение
В 39 км на юго-восток от Брагина, 5 км от железнодорожной станции Иолча (на линии Овруч-Полтава), 156 км от Гомеля.

## Транспортная система
Транспортные связи по просёлочной, затем автомобильной дороге Комарин — Брагин. Планировка состоит из короткой прямолинейной улицы близкой к меридиональной ориентации. Застройка деревянными домами усадебного типа.

## История
Основан в начале XX века переселенцами из соседних деревень. В 1932 году организован колхоз. Во время Великой Отечественной войны в сентябре 1943 года фашисты сожгли 20 дворов. Входил в состав совхоза «Красное» (центр — деревня Красное).
20 августа 2008 года посёлок упразднён.

## Население
После катастрофы на Чернобыльской АЭС и радиационного загрязнения жители переселены в чистые места.

### Численность
- 2010 год — жителей нет

### Динамика
- 1940 год — 23 двора, 104 жителя
- 1959 год — 65 жителей (согласно переписи)
- 1980-е годы — жители переселены